# Маран (Приморская Шаранта)
Мара́н (фр. Marans) — коммуна во Франции, находится в регионе Пуату — Шаранта. Департамент коммуны — Приморская Шаранта. Входит в состав кантона Маран. Округ коммуны — Ла-Рошель.
Код INSEE коммуны — 17218.

## Население
Население коммуны на 2010 год составляло 4623 человека.
| 1962 | 1968 | 1975 | 1982 | 1990 | 1999 | 2010 |
| ---- | ---- | ---- | ---- | ---- | ---- | ---- |
| 3680 | 3833 | 3987 | 4289 | 4170 | 4378 | 4623 |